# Шаорская ГЭС
Шаорская ГЭС — гидроэлектростанция на реке Шаора (бассейн Риони) в Грузии вблизи города Ткибули. Входит в состав Шаори-Ткибульского каскада ГЭС, являясь его верхней ступенью. Первый агрегат ГЭС пущен в 1955 году. Самая высоконапорная ГЭС в Грузии.
Конструктивно представляет собой высоконапорную деривационную ГЭС с регулирующим водохранилищем. Гидравлическая схема станции подразумевает переброску стока реки Шаори, протекающей в сильно закарстованной местности и периодически пропадающей в карстовых воронках, в реку Ткибули (приток реки Квирила). Состав сооружений ГЭС:
- Каменно-набросная плотина на реке Шаори наибольшей высотой 11,5 м и длиной 1210 м, имеющая донный и поверхностный водосбросы. Плотина образует Шаорское водохранилище годичного регулирования полным объёмом 90 млн м³ и полезным объёмом 87 млн м³.
- Подводящий канал длиной 3750 м.
- Водоприёмник.
- Напорный деривационный тоннель длиной 1326 м.
- Уравнительный резервуар (шахта).
- Подземное помещение дисковых затворов.
- Металлический двухниточный турбинный водовод длиной 2895 м.
- Горизонтальный коллекторный участок трубопровода, имеющий четыре отвода диаметром по 0,7 м к турбинам.
- Здание ГЭС.
- ОРУ.

Мощность ГЭС — 40 МВт (по другим данным — 38 МВт), среднегодовая выработка — 149 млн кВт·ч. В здании ГЭС установлено 4 гидроагрегата с вертикальными двухсопловыми ковшовыми турбинами, работающих при расчётном напоре 478 м (максимальный напор — 538 м), максимальный расход через каждую турбину — 2,5 м³/сек. Турбины приводят в действие гидрогенераторы мощностью по 10 МВт.
С 2007 года, Шаорская ГЭС принадлежит чешской компании Energo-Pro. Оборудование ГЭС устарело, нуждается в замене и реконструкции.